# Борщ. Секретний інгредієнт
«Борщ. Секретний інгредієнт» — український документальний фільм 2020 року. Проєкт Наталки Якимович та режисера Дмитра Кочнєва при підтримці фонду USAID. Перший показ у вигляді серіалу відбувся на каналі 1+1 у програмі Сніданок, згодом був дознятий та змонтований у кулінарний повнометражний фільм-тревел.
Після зйомок проєкту Євген Клопотенко подав до ЮНЕСКО запит на визнання борщу нематеріальною спадщиною. Частину відео з проєкту знімальна група надала Євгену, як доказову базу, необхідну для реєстрації в ЮНЕСКО. Усі сюжети на ютюбі Film.ua протитровано англійською мовою.

## Синопсис
Шеф-кухар Євген Клопотенко вирушив у мандрівку Україною, аби дослідити рецепти приготування борщу
Герої фільму готують борщ в різних локаціях: в Карпатах та на військовій польовій кухні під Бердянськом, у їдальні ЧАЕС, в центрі Ужгорода, у резиденції художників, гуцульському селі, у львівському ресторані та в хаті пасічника біля кордону з Білоруссю.

## Історія створення проєкту
Наталка Якимович придумала проект після посту в Фейсбук з фото тарілки борщу[неавторитетне джерело]. В коментарі прийшло багато людей з дискусією та критикою. Продюсерка вирішила, що це цікава тема для дослідження — що найважливіше у борщі? Весною 2018 року Наталка вирішила подати проєкт на конкурс фонду USAID Pitch.ua. На другому етапі пітчингу у проект був запрошений відомий шеф Євген Клопотенко. До речі, він теж брав участь у боротьбі за грант, але з проектом телеканалу 1+1 про зміну шкільного харчування. Експерти підтримали ідею фільму та серіалу «Борщ. Секретний інгредієнт». Уже восени група вирушила в мандри Україною. До цього, Євген Клопотенко скептично ставився до борщу, вважаючи, що потрібно розширювати знання про українську кухню, а не зациклюватися на борщі та варениках. У його ресторані борщ подавали лише за замовленням англійською і його не було в меню. Після проекту Євген змінив свою думку і нині є справжнім амбасадором борщу в світі.

## Рейтинги
На першому тижні показу на платформі Netflix фільм посів 5 сходинку в рейтингу найпопулярніших фільмів.
Охоплення фільму в етері 1+1 23 серпня 2020 року сягнуло 1 млн глядачів, у середньому фільм переглядали 160 тис. людей.
Епізод 26 квітня 2020 року подивилися 370 тис. глядачів протягом доби.

## Покази, нагороди
- 2023 — спецпоказ на кіноринку в Каннах
- 2021 — Тиждень українського кіно у Франції[13]
- 2020 — серія серіалу «Борщ. Секретний інгредієнт» отримала спеціальну відзнаку ADAMI